# Warnitz (Schwerin)
Warnitz ist ein Ortsteil im Nordwesten der mecklenburg-vorpommerschen Landeshauptstadt Schwerin.
Im Süden grenzt das Gebiet an die Ortsteile Friedrichsthal und Lankow, im Osten an den Ortsteil Medewege und im Norden an die Gemeinden Brüsewitz, Pingelshagen und Klein Trebbow, die zum Landkreis Nordwestmecklenburg gehören.

## Geschichte
Die erste urkundliche Erwähnung als „Wernitze“ stammt aus dem Jahr 1262, als der Knappe Erich von Lüneburg einen Teil des Dorfes an die Domherren zu Schwerin verkaufte. Zwar deutet der Ortsname auf einen slawischen Ursprung hin, unklar ist jedoch, ob das typische Straßendorf nicht erst während der deutschen Frühkolonisierung nach 1160 entstand. Der Ortsname wechselte in den Folgejahren des Öfteren, so ist beispielsweise in Urkunden von 1280 von „Wernesse“, 1299 von „Villa Wernitze“ und 1311 von „Wernizce“ die Rede. Im Jahr 1501 ging Warnitz, in dem es zu dieser Zeit 13 Bauernstellen gab, in herzoglichen Besitz über. Im Dreißigjährigen Krieg wurde der Ort vollständig verwüstet. 1669 gab es wieder vier bewohnte Bauernstellen mit 37 Einwohnern sowie eine Schule. Bis 1710 arbeiteten die Bauern für das Gut Herren Steinfeld (heute ein Ortsteil von Brüsewitz), bis 1820 für das Gut Klein Medewege. Zu einer Neuaufteilung der Bauernhufen kam es Mitte des 19. Jahrhunderts, es entstanden Büdnereien und Häuslereien. In Akten finden sich aus dem Jahr 1778 Belege für die Existenz eines Schulgebäudes. 1820 wurden ein Forstamt, 1860 und 1910 je eine Schmiede eingerichtet. Zu einem Zusammenschluss der Gemeinden Warnitz und Pingelshagen zu einem Gemeindeverband kam es 1874. 1897 erhielt das Dorf Bahnanschluss an die Strecke Schwerin-Rehna.

Für die Opfer des Ersten Weltkrieges wurde ein Kriegerdenkmal errichtet, welches bis heute erhalten ist. Der elektrische Strom hielt 1922 im Dorf Einzug. Seit der Eingemeindung am 1. Oktober 1936 ist Warnitz ein Stadtteil von Schwerin. Im Zweiten Weltkrieg bestanden 1939 Pläne zur Errichtung einer Rüstungsfabrik der Dynamit AG, welche jedoch nicht umgesetzt wurden.

Nach dem Krieg wurden 1945/46 im Zuge der Bodenreform alle Güter mit einer Fläche von über 100 Hektar enteignet und zu zwei Dritteln an Landarbeiter, Flüchtlinge und Vertriebene verteilt. 1953 schlossen sich erste Bauern zur LPG Warnitz zusammen. 1960 bildeten 19 Einwohner die Erstbesatzung der Freiwilligen Feuerwehr Warnitz. Bis zur Wende war der Stadtteil eher landwirtschaftlich geprägt, es siedelten sich jedoch auch andere volkseigene, genossenschaftliche und private Betriebe an. 1979 wurde der Schulbetrieb im seit 1804 bestehenden Schulgebäude eingestellt, die Schüler kamen fortan in Lankower Schulen unter.

Nach dem politischen Umbruch in der DDR erhielt Warnitz mit dem Margaretenhof ein neues Gewerbegebiet, in dem sich vor allem der Einzelhandel, Autohäuser und das Arbeitsamt (heute: ARGE Schwerin) mit Berufsinformationszentrum niedergelassen haben. Durch die Ausweisung von drei neuen Baugebieten konnte der Ortsteil neue Einwohner gewinnen.

## Verkehrsanbindung
Über die Buslinie 18 ist Warnitz in das Schweriner Nahverkehrsnetz eingebunden. Warnitz besitzt einen Bahnhof an der eingleisigen Bahnstrecke Schwerin–Rehna, der tagsüber durch Bahnen der ODEG angefahren wird. Seit Fertigstellung des Bauabschnitts der Schweriner Umgehungsstraße zwischen Friedrichsthal und Kirch Stück im September 2007 führen die Bundesstraßen 106 und 104 gemeinsam vierspurig durch den Stadtteil, am Margaretenhof existiert eine Anschlussstelle. Mit der durch den Ortsteil verlaufenden Landesstraße L03 besteht außerdem eine wichtige und stark befahrene Verbindung zwischen Schwerin und Grevesmühlen.

## Bilder

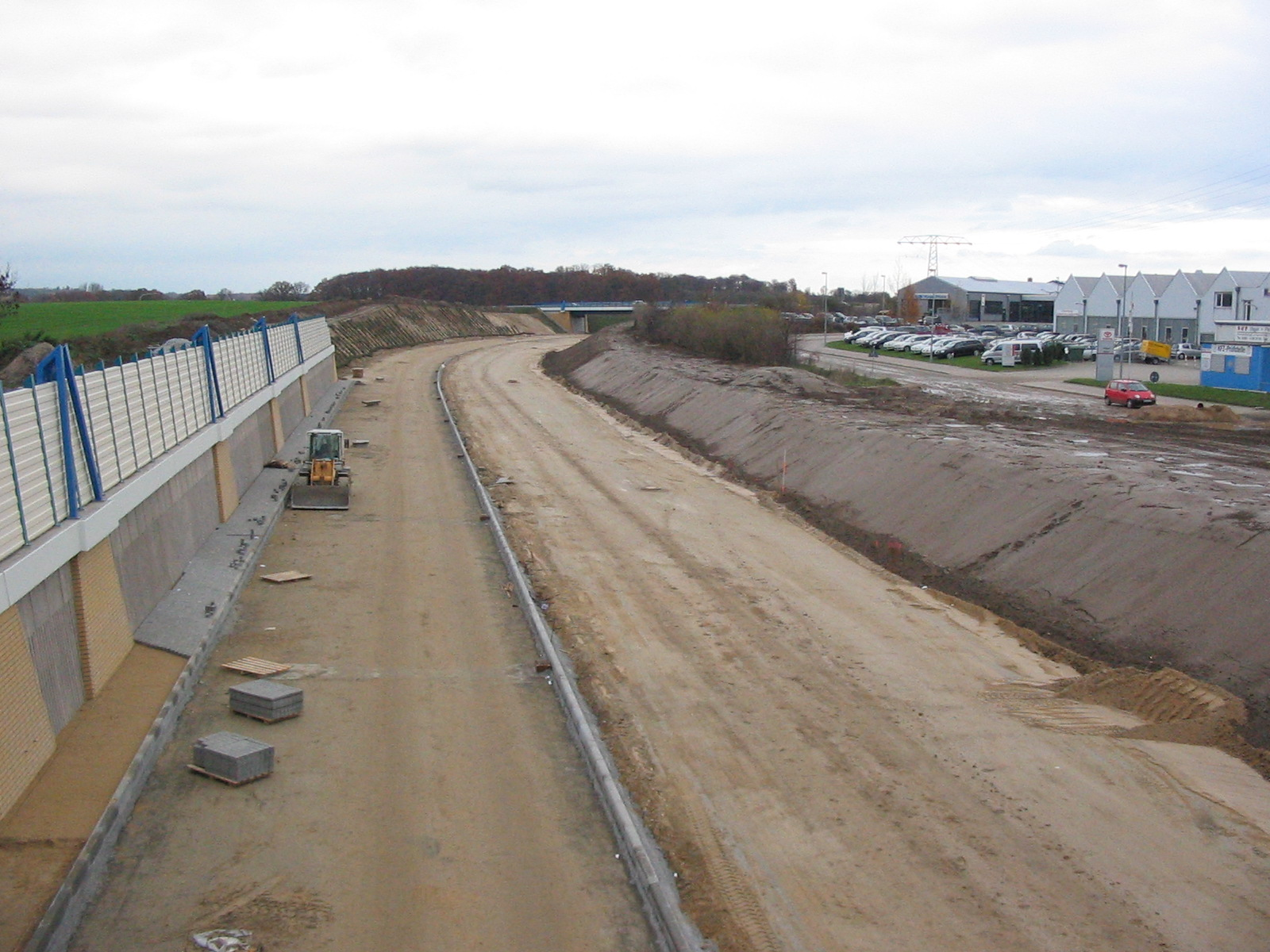
In Bau befindliche Umgehungsstraße in Warnitz im November 2006
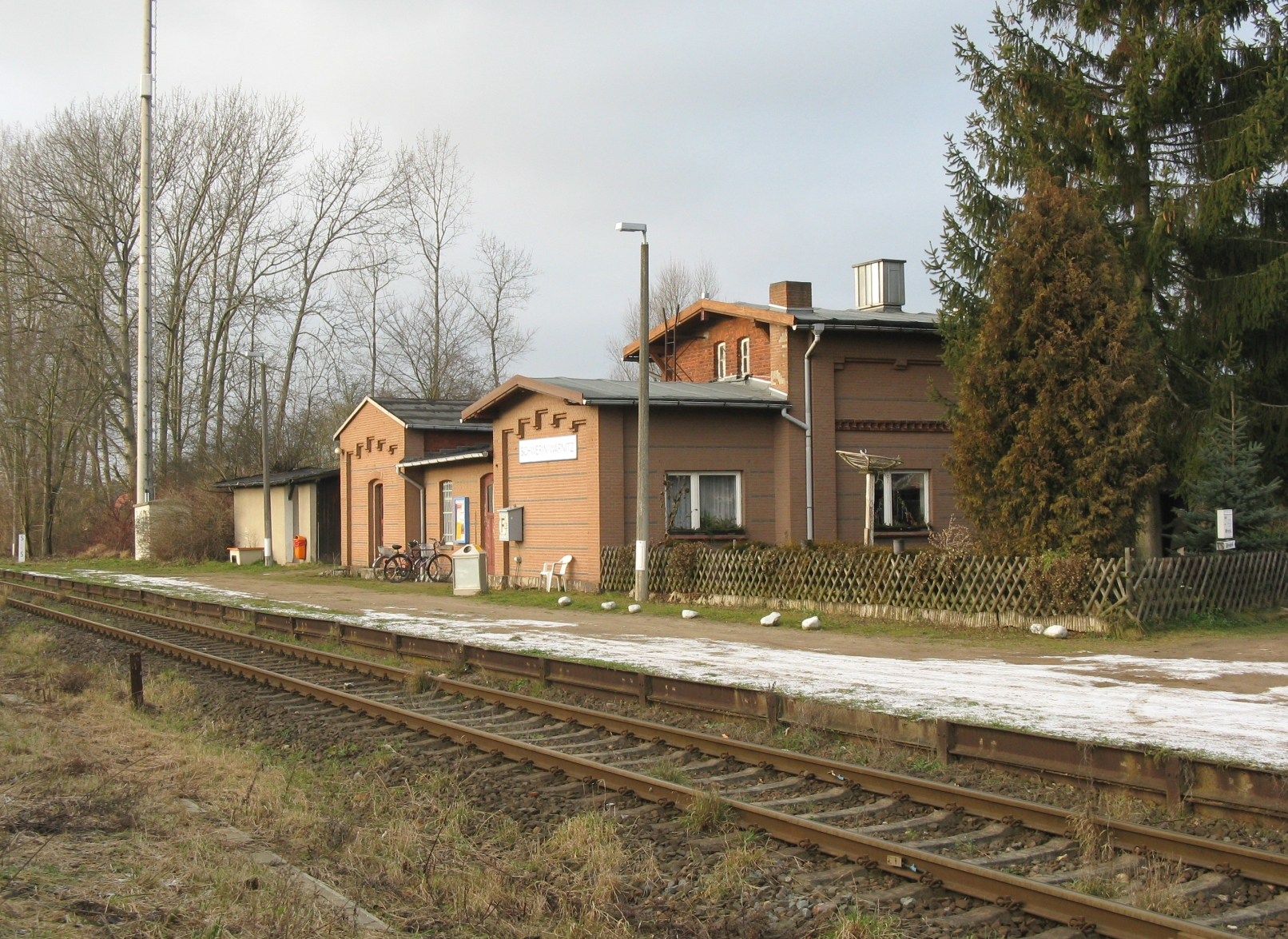
Bahnhaltepunkt Schwerin-Warnitz
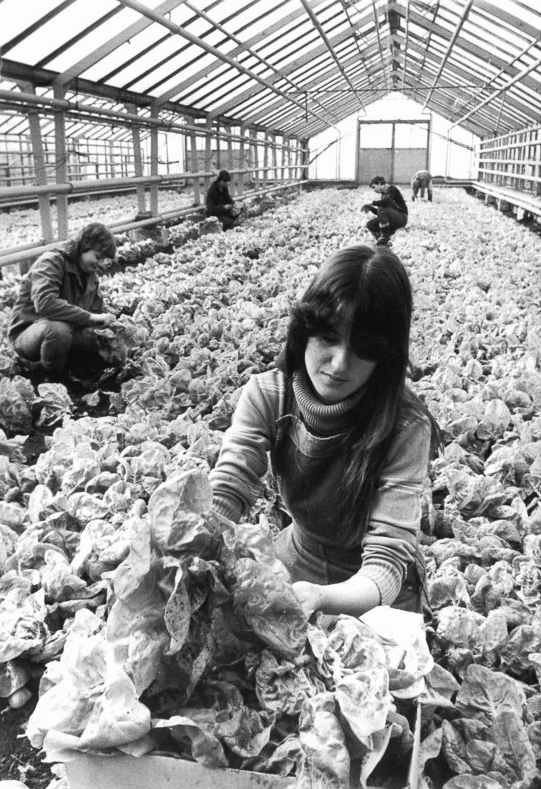
Salaternte im VEG Warnitz (1985)